# Sofia Hernandez Salazar
Sofía Hernández Salazar, née le 26 août 1998 à San José au Costa Rica, est une militante costaricienne pour l'environnement, pour la lutte contre le réchauffement climatique et pour les droits humains.
Elle est notamment organisatrice ou co-organisatrice de la grève étudiante pour le climat (Fridays for Future) au Costa Rica, d'Escazú Ahora Costa Rica, de Young Leaders Costa Rica et de Latinas For Climate. Elle échange sur les sujets des droits humains et de l'environnement avec le président de la République et avec le vice-ministre des Affaires politiques et du dialogue citoyen. Elle participe à la COP25, la conférence de Madrid de 2019 sur les changements climatiques, et elle est déléguée du Costa Rica pour préparer la COP26, la conférence de Glasgow de 2021 sur les changements climatiques.

## Biographie
Sofía Hernández Salazar poursuit des études en sciences politiques à l'université du Costa Rica. Elle est l'organisatrice de la grève étudiante pour le climat (Fridays for Future) au Costa Rica, la coordinatrice d'Escazú Ahora Costa Rica ainsi que de Young Leaders Costa Rica et cofondatrice de Latinas For Climate. En tant que membre de la délégation costaricaine, elle participe à la Conférence de Madrid de 2019 sur les changements climatiques.
Lors de l'une de ses premières manifestations avec les membres de la Marche pour le climat devant le palais présidentiel, elle participe à un débat avec le président de la République, Carlos Alvarado, et avec d'autres militants, sur l'importance de déclarer l'urgence climatique et de donner un véritable rôle de protagoniste à la jeunesse dans les espaces de décision en matière climatique et sur le domaine environnemental.
Par la suite, Sofia Hernandez engage de nouveau des négociations avec la présidence du pays, particulièrement avec la vice-présidente, Epsy Campbell Barr, auprès de qui elle insiste sur l'importance de ratifier l'accord d'Escazú. Elle discute et milite aussi auprès du vice-ministre des Affaires politiques et du dialogue citoyen sur l'importance de retirer la loi sur le chalutage.
Sofía Hernandez Salazar est depuis septembre 2020 l'une des coordinatrices d'Escazú Now, une initiative transversale programmée par Fridays For Future Costa Rica, par Greenwolf Costa Rica et par le Réseau jeunesse et changement climatique, qui vise à promouvoir la ratification et la bonne mise en œuvre de l'accord d'Escazú dans le pays. En décembre 2020, Hernández fait partie du groupe mondial de neuf femmes et militantes non binaires qui publient une lettre aux dirigeants mondiaux sur Thomson Reuters Foundation News, intitulée « Alors que l'Accord de Paris sur le changement climatique date d'il y a cinq ans, une action urgente contre les menaces climatiques est nécessaire maintenant ». Le groupe international comprend Mitzi Jonelle Tan, Belyndar Rikimani, Leonie Bremer, Laura Muñoz, Fatou Jeng, Disha Ravi, Hilda Flavia Nakabuye et Saoi O'Connor. Sofia Hernandez aide à organiser la « Mock COP26 », pour préparer la conférence de Glasgow de 2021 sur les changements climatiques, où elle est déléguée du Costa Rica,,,.